# A caccia di stufato
A caccia di stufato (All This and Rabbit Stew) è un cortometraggio di animazione del 1941 appartenente alla serie Looney Tunes, diretto da Tex Avery, prodotto da Leon Schlesinger e distribuito da Warner Bros.
Il corto ha ricevuto diverse critiche per via degli stereotipi razziali verso gli afroamericani, per cui è stato inserito nei Censored Eleven insieme ad altri 10 cortometraggi della serie.  Per questo motivo, non ne è stato rinnovato il copyright ed è caduto nel dominio pubblico.

## Trama
Un impacciato cacciatore di colore cerca di catturare Bugs Bunny per farne uno stufato. Il coniglio, però, è molto più scaltro e riesce sempre a sfuggire al cacciatore. Alla fine, Bugs Bunny, decide di giocare a dadi con lui, portandogli via tutti i vestiti e il fucile. Il corto si conclude con il cacciatore nudo che dice Potete anche chiamarmi Adamo!.